# Лібйонж (гміна)
Гміна Лібйонж (пол. Gmina Libiąż) — місько-сільська гміна у південній Польщі. Належить до Хшановського повіту Малопольського воєводства.
Станом на 31 грудня 2011 у гміні проживало 22812 осіб.

## Площа
Згідно з даними за 2007 рік площа гміни становила 57.20 км², у тому числі:
- орні землі: 44,00 %
- ліси: 42,00 %

Таким чином, площа гміни становить 15,40 % площі повіту.

## Населення
Станом на 31 грудня 2011:
| Опис     | Загалом | Загалом | Чоловіки | Чоловіки | Жінки | Жінки |
| -------- | ------- | ------- | -------- | -------- | ----- | ----- |
| одиниця  | осіб    | %       | осіб     | %        | осіб  | %     |
| все      | 22812   | 100     | 11131    | 48.79    | 11681 | 51.21 |
| міське   | 17396   | 100     | 8508     | 48.91    | 8888  | 51.09 |
| сільське | 5416    | 100     | 2623     | 48.43    | 2793  | 51.57 |

## Сусідні гміни
Гміна Лібйонж межує з такими гмінами: Бабіце, Освенцим, Освенцим, Хелмек, Хшанув.